# John P. Lucas
Pour les articles homonymes, voir John Lucas (homonymie).
John Porter Lucas (14 janvier 1890 - 24 décembre 1949) est un major général de l'armée américaine qui a servi pendant la Première et la Seconde Guerre mondiale. Il fut le commandant du VIe corps lors de la bataille d'Anzio (opération Shingle) dans la campagne d'Italie de la Seconde Guerre mondiale.